# BeNe League 2019/20
Die BeNe League 2019/20 ist die fünfte Saison der gemeinsamen höchste Eishockeyliga Belgiens und der Niederlande. Aufgrund der Covid19-Pandemie wurde die Saison während der Play-offs abgebrochen, es wurde kein Meister ausgespielt.
In der Liga wurden auch die Landesmeisterschaften Belgiens und der Niederlande ausgespielt. Dabei gewannen wie im Vorjahr die Flyers Heerenveen das Finale der Niederlande gegen Hijs Hokij Den Haag.
Die belgischen Teilnehmer der Liga spielten außerdem den belgischen Eishockeypokal aus, den der HYC Herentals gewann. Die niederländischen Teilnehmer spielten den niederländischen Eishockeypokal aus, Sieger wurden die Flyers Heerenveen. Sechs Mannschaften nahmen außerdem am Inter Regio Cup mit sechs Teilnehmern der deutschen Regionalliga West teil. Diesen gewann der deutsche Verein EHC Neuwied.

## Teilnehmer
Die Amstel Tijgers Amsterdam zogen sich aus der Liga zurück.
| Mannschaft             | Vorjahresplatzierung | Heimarena                   | Kapazität |
| Phantoms Antwerp       | 11. Hauptrunde       | IJsbaan Ruggerveld          | –         |
| Chiefs Leuven          | Viertelfinale        | IJsbaan Leuven              | –         |
| Golden Sharks Mechelen | 10. Hauptrunde       | Ice Skating Center Mechelen | –         |
| Heerenveen Flyers      | Vizemeister          | Thialf IJsstadion           | 3.500     |
| Hijs Hokij Den Haag    | Viertelfinale        | De Uithof                   | 2.200     |
| HYC Herentals          | Meister              | Bloso Centrum Netepark      | –         |
| Liege Bulldogs         | Halbfinale           | Patinoire de Coronmeuse     | –         |
| Limburg Eaters         | Halbfinale           | Glanerbrook                 | 2.000     |
| Nijmegen Devils        | Viertelfinale        | Triavium                    | 1.450     |
| Tilburg Trappers II    | 12. Hauptrunde       | IJssportcentrum Tilburg     | 2.500     |
| Zoetermeer Panters     | Viertelfinale        | PWA Silverdome              | 3.500     |

## Modus
In der Hauptrunde spielen die elf Mannschaften eine Einfachrunde (Hin- und Rückspiel). Damit kommt jede Mannschaft auf 20 Spiele.
Die ersten acht Teilnehmer der Hauptrunde qualifizieren sich für die Play-offs.

## Hauptrunde
|     |                            | Sp | S3 | S2 | N1 | N0 | Tore    | Punkte |
| --- | -------------------------- | -- | -- | -- | -- | -- | ------- | ------ |
| 01. | UNIS Flyers Heerenveen     | 20 | 16 | 0  | 01 | 03 | 110:051 | 49     |
| 02. | CAIROX Hijs Hokij Den Haag | 20 | 14 | 02 | 01 | 03 | 105:055 | 47     |
| 03. | Era Renomar HYC Herentals  | 20 | 13 | 02 | 01 | 04 | 129:052 | 44     |
| 04. | Bulldogs Liège             | 20 | 12 | 02 | 0  | 06 | 103:066 | 40     |
| 05. | Select 4 U BV Nijmegen     | 20 | 10 | 0  | 02 | 08 | 124:063 | 32     |
| 06. | Chiefs Leuven              | 20 | 09 | 01 | 01 | 09 | 086:082 | 30     |
| 07. | Microz Eaters Limburg      | 20 | 09 | 0  | 02 | 09 | 109:075 | 29     |
| 08. | Mechelen Golden Sharks     | 20 | 09 | 0  | 0  | 11 | 099:095 | 27     |
| 09. | Zoetermeer Panters         | 20 | 06 | 03 | 0  | 11 | 101:116 | 24     |
| 10. | Antwerp Phantoms           | 20 | 02 | 0  | 01 | 17 | 052:194 | 07     |
| 11. | Tilburg Trappers Bnl       | 20 | 0  | 0  | 01 | 19 | 048:217 | 01     |

Abkürzungen: Sp = Spiele, S3 = Sieg in regulärer Spielzeit (3 Punkte), S2 = Sieg nach Verlängerung oder Penaltyschießen (2 Punkte), N1 = Niederlagen nach Verlängerung oder Penaltyschießen (1 Punkt), N = Niederlagen in regulärer Spielzeit (0 Punkte)

Erläuterungen: Play-off-Teilnahme.

## Play-offs
Das Viertelfinale wurde im Modus Best-of-Three ausgetragen. Die weiteren Runden wurden wegen der Covid19-Pandemie abgesagt.
| 6. März  | Flyers Heerenveen   | 8:1 (2:0, 4:0, 2:1)            | Sharks Mechelen     |
| 7. März  | Sharks Mechelen     | 1:5 (0:0, 0:0, 1:5)            | Flyers Heerenveen   |
| 6. März  | Hijs Hokij Den Haag | 5:4 (1:1, 2:2, 2:1)            | Eaters Geleen       |
| 7. März  | Eaters Geleen       | 4:5 (1:1, 2:2, 1:2)            | Hijs Hokij Den Haag |
| 6. März  | Chiefs Leuven       | 0:6 (0:1, 0:2, 0:3)            | HYC Herentals       |
| 8. März  | HYC Herentals       | 2:3 n. V. (0:1, 2:0, 0:1, 0:1) | Chiefs Leuven       |
| 10. März | HYC Herentals       | 8:2 (2:2, 3:0, 3:0)            | Chiefs Leuven       |
| 7. März  | Bulldogs Liège      | 1:6 (0:4, 1:1, 0:1)            | Devils Nijmegen     |
| 8. März  | Devils Nijmegen     | 6:2 (3:1, 0:1, 3:0)            | Bulldogs Liège      |